# مردها و جاده‌ها
مردها و جاده‌ها فیلمی به کارگردانی و نویسندگی ناصر ملک مطیعی محصول سال ۱۳۴۲ است.

## خلاصه داستان
عباس رانندهٔ کامیون و شاگردش رضا در جاده به زن بی خانمانی به نام مرجان برمی‌خورند…

## بازیگران
- ناصر ملک مطیعی
- سهیلا
- تقی ظهوری
- اکبر هاشمی
- اشرف کاشانی
- ژاله هروی